# Casefabre

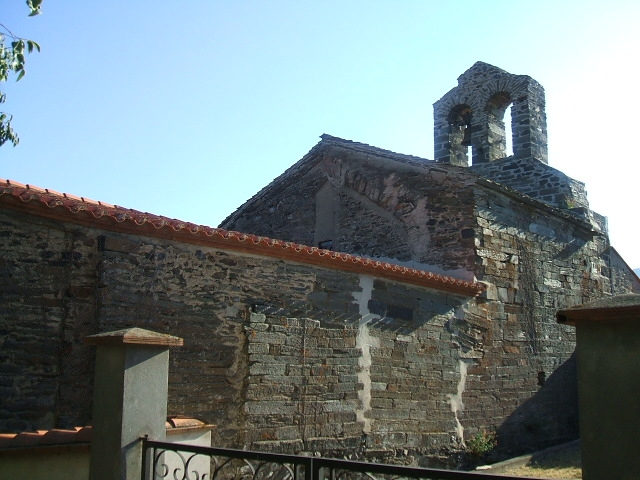
Kościół św. Marcina w Casefabre, 2006

Casefabre – miejscowość i gmina we Francji, w regionie Oksytania, w departamencie Pireneje Wschodnie.
Według danych na rok 1990 gminę zamieszkiwało 30 osób, a gęstość zaludnienia wynosiła 4 osoby/km² (wśród 1545 gmin Langwedocji-Roussillon Casefabre plasuje się na 870. miejscu pod względem liczby ludności, natomiast pod względem powierzchni na miejscu 880.).

## Populacja

Populacja Casefabre w latach 1962–2008